# Brauron
Brauron är en antik stad i Grekland, numera platsen för byn Vraona vid en bukt på Attikas östkust, cirka 40 kilometer öster om Aten.
Brauron var ursprungligen huvudort för de självständiga kantoner, som redan under förhistorisk tid uppgick i den atenska staten. I Brauron fanns ett gammalt berömt Artemistempel. Artemis från Brauron (Artemis Braurona) hade även en känd helgedom på Atens Akropolis med kultstaty av Praxiteles.